# Arcos de Guadalajara

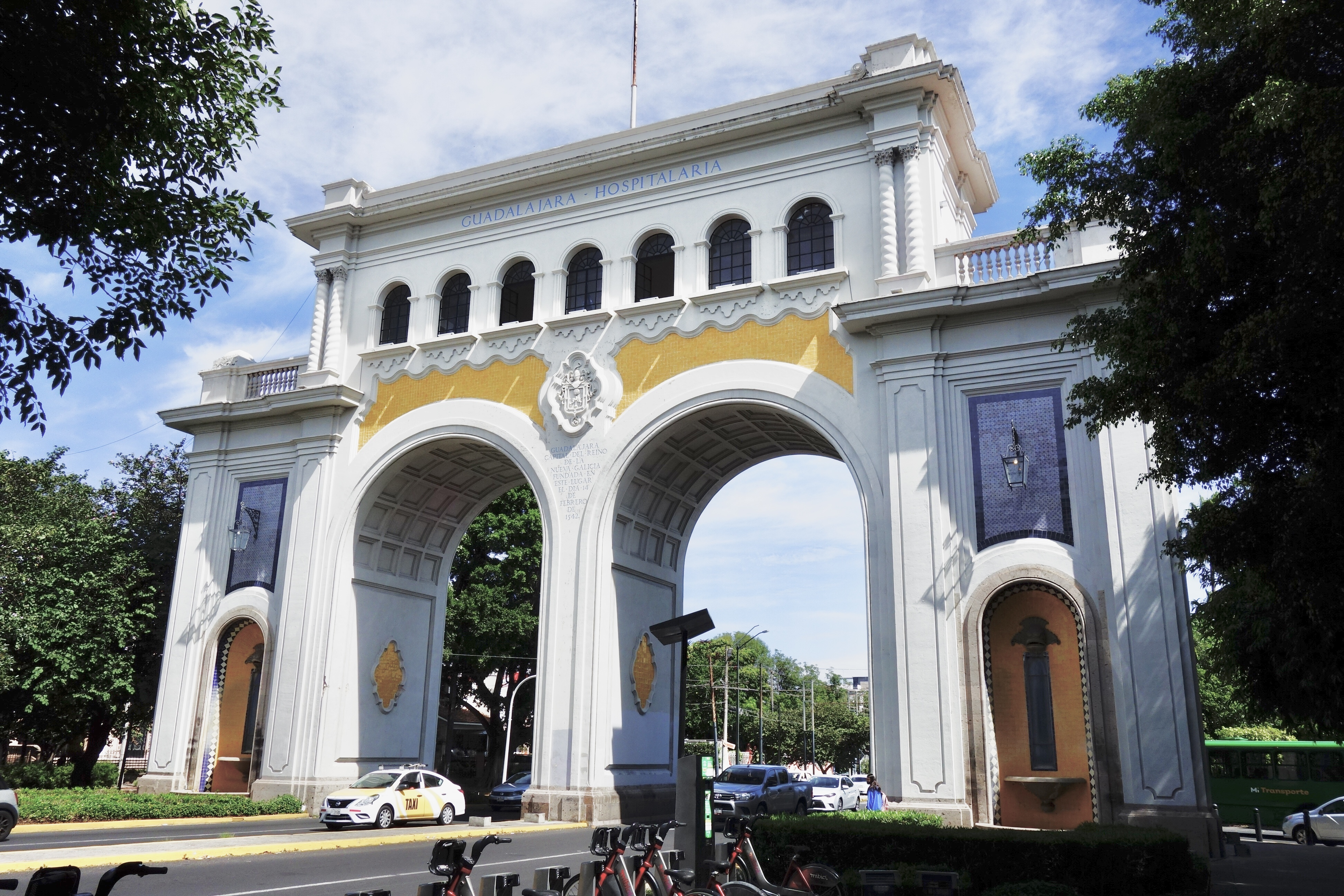
Os arcos

Os Arcos de Guadalajara (Los Arcos, em espanhol) constituem um monumento da cidade de Guadalajara, Jalisco, México. Os arcos foram erguidos em 1942, no fim da estrada Morelia-Guadalajara, em homenagem aos 400 anos de fundação de Guadalajara. Tornaram-se símbolo arquitetônico e entrada principal da cidade, e um dos pontos turísticos mais visitados. O projeto, em estilo neoclássico e inspirado pelos arcos do triunfo, coube ao arquiteto Aurelio Aceves.
Os Arcos se erguem a catorze metros de altura, possuindo oito metros de extensão; ladeado por duas fontes. Na altura média dos Arcos, observa-se a inscrição:
"Guadalajara capital del Reino de Nueva Galicia fundada en este lugar el día 14 de febrero de 1542"